# Tecution mellissi
Tecution mellissi là một loài nhện trong họ Miturgidae.
Loài này thuộc chi Tecution. Tecution mellissi được Octavius Pickard-Cambridge miêu tả năm 1873.